# Agena

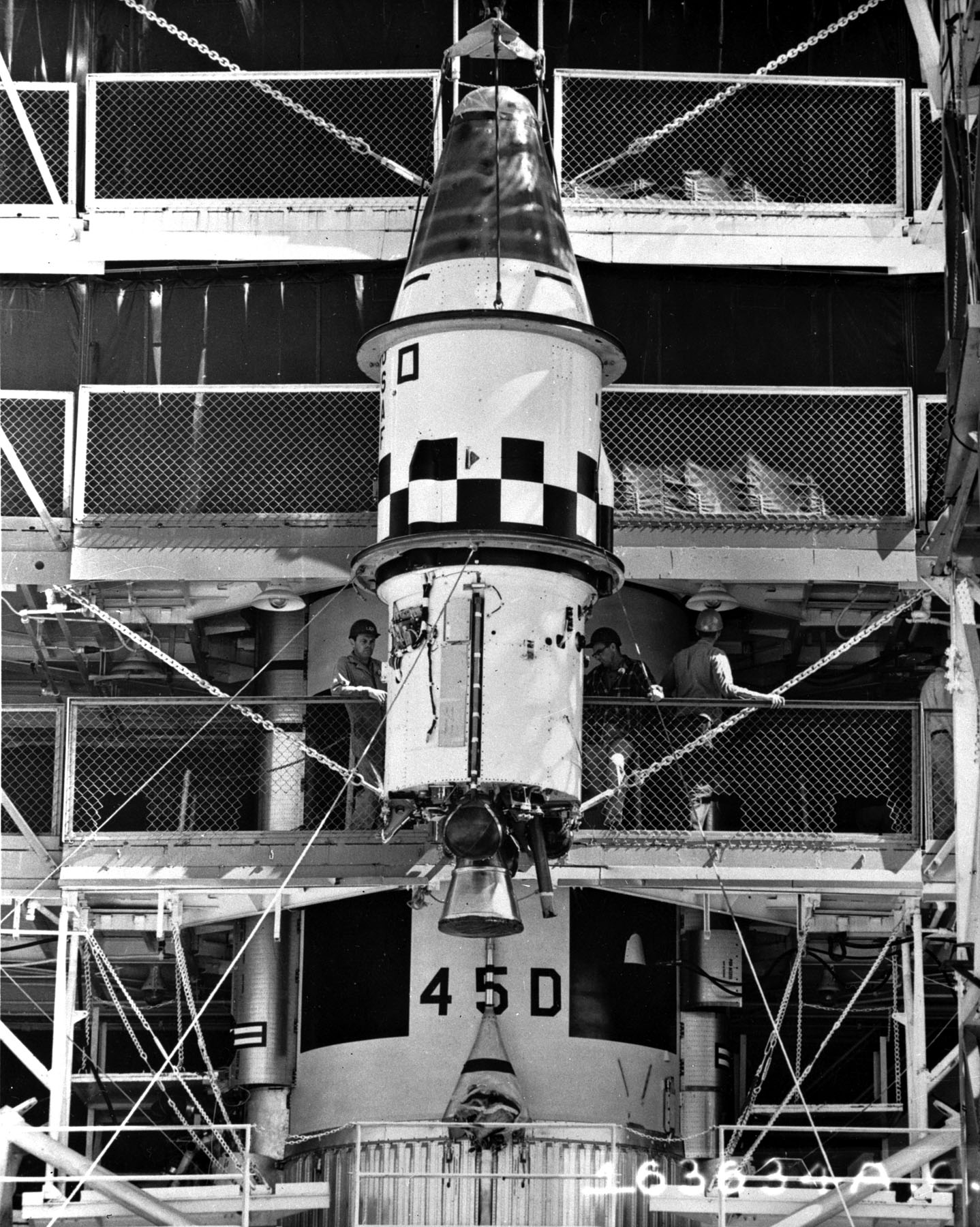
Eine Agena-A-Oberstufe wird auf der Rakete montiert

Die Agena war eine vielfältig eingesetzte US-amerikanische Oberstufe für Raumfahrt-Trägerraketen. Ihre Entwicklung beruhte auf der nach den ersten Satellitenstarts Ende der 1950er Jahre gewonnenen Erkenntnis, dass für erfolgreiche Nutzung eines Satelliten (z. B. zur Aufklärung) genau definierte Umlaufbahnen notwendig sind. Diese ließen sich durch die bisher verwendeten einmalig zündbaren Feststoffraketentriebwerke nicht realisieren.

## Entwicklungsgeschichte
Ab 1955 wurde dem Militär klar, dass eine wesentliche Anwendung der Satelliten-Technik in der Aufklärung des fremden Territoriums bestehen würde. Dazu wurde das Programm WS 117L (WS für Weapons System) gegründet. Kern war ein Foto-Aufklärungssatellit, dessen Aufnahmen auf Filmen in Kapseln zurück zur Erde geführt werden sollten (Keyhole-CORONA). Zur Rückkehr hatte man sich vorgestellt, die am Fallschirm hängenden Kapseln von Flugzeugen fangen zu lassen, um möglichst wenig „Feindverlust-Risiko“ zuzulassen.
Voraussetzung war ein Satellit, der in der Umlaufbahn manövrieren konnte (also ein wiederzündbares Triebwerk und eine Lageregelung besaß). Im Oktober 1956 bekam die Firma Lockheed den Vertrag, da sie auf (zu dem Zeitpunkt bereits eingestellte) Entwicklungen zu einem steuerbaren Raketengeschoss für Nuklearsprengköpfe des Bombers B-58 Hustler zurückgreifen konnte. Die US Air Force bezeichnete diesen Flugkörper als RM-81 Agena. Die Satelliten wurden als Discoverer bekannt.
Als Treibstoff wurde die lagerfähige Kombination Salpetersäure/UDMH ausgewählt. Die Besonderheit der Agena-Oberstufe war, dass sie in den meisten Fällen mit der eigentlichen Nutzlast zusammenblieb. Nur Teile wurden nach längerem gemeinsamen Flug zur Rückkehr oder als Raumsonde abgetrennt.
Der Name Agena wurde 1958 von der Forschungsbehörde Advanced Research Projects Agency (ARPA) vorgeschlagen und bezieht sich auf den Stern Beta Centauri. Es war bei Lockheed Tradition, Flugzeuge und Raketen nach astronomischen Begriffen zu benennen, wie beispielsweise die Constellation (Sternbild) und die Polaris (Polarstern). Der Name Agena wurde im Juni 1959 offiziell.

## Agena A

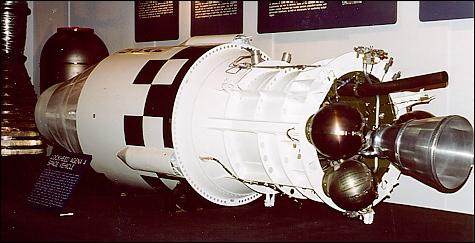
Agena A mit Discoverer-Nutzlast

Die ersten Agenas verwendeten Triebwerke des Typs Bell XLR81-BA-3 (Modell 8001), die meisten jedoch den Typ XLR81-BA-5 (Modell 8048) mit ca. 69 kN (15 500 lb) Schub für eine Brenndauer von 120 s. Das Triebwerk hatte kardanisch aufgehängte Düsen für die Nick- und Gier-Steuerung. Die Thor-Agena A startete die ersten optischen CORONA-Aufklärungssatelliten der Discoverer-Serie (KH-1 für Keyhole, auf Deutsch Schlüsselloch). Die Kombination Atlas-Agena A wurde für das Midas (Missile Detection and Surveillance) Frühwarnsystem vor Raketenstarts und das Samos (Satellite and Missile Observation System) genannte ELINT-System zur elektronischen Überwachung genutzt.

## Agena B
Die Agena B stellte durch die Verlängerung der Tanks und die Verwendung von Triebwerken des Typs Bell XLR81-BA-7 (Modell 8081) eine Weiterentwicklung der Agena A dar. Diese Triebwerke waren im Vakuum wiederzündfähig, hatten ca. 71 kN (16000 lb) Schub, und die Gesamtbrennzeit verdoppelte sich auf 240 s. Spätere Varianten verwendeten das Triebwerk Bell XLR81-BA-9 (Modell 8096). Die Thor-Agena B wurde wieder für Satelliten der Keyhole-Serie (KH-2/3/4/5) und teilweise für das Samos-Programm eingesetzt. Die Atlas-Agena B für Midas und Samos. Auch die Ranger-Mond- und Raumsonden wurden mit ihr gestartet.

## Agena C
Vorgesehene Weiterentwicklung mit nochmals verdoppelter Tankkapazität – nicht realisiert.

## Agena D

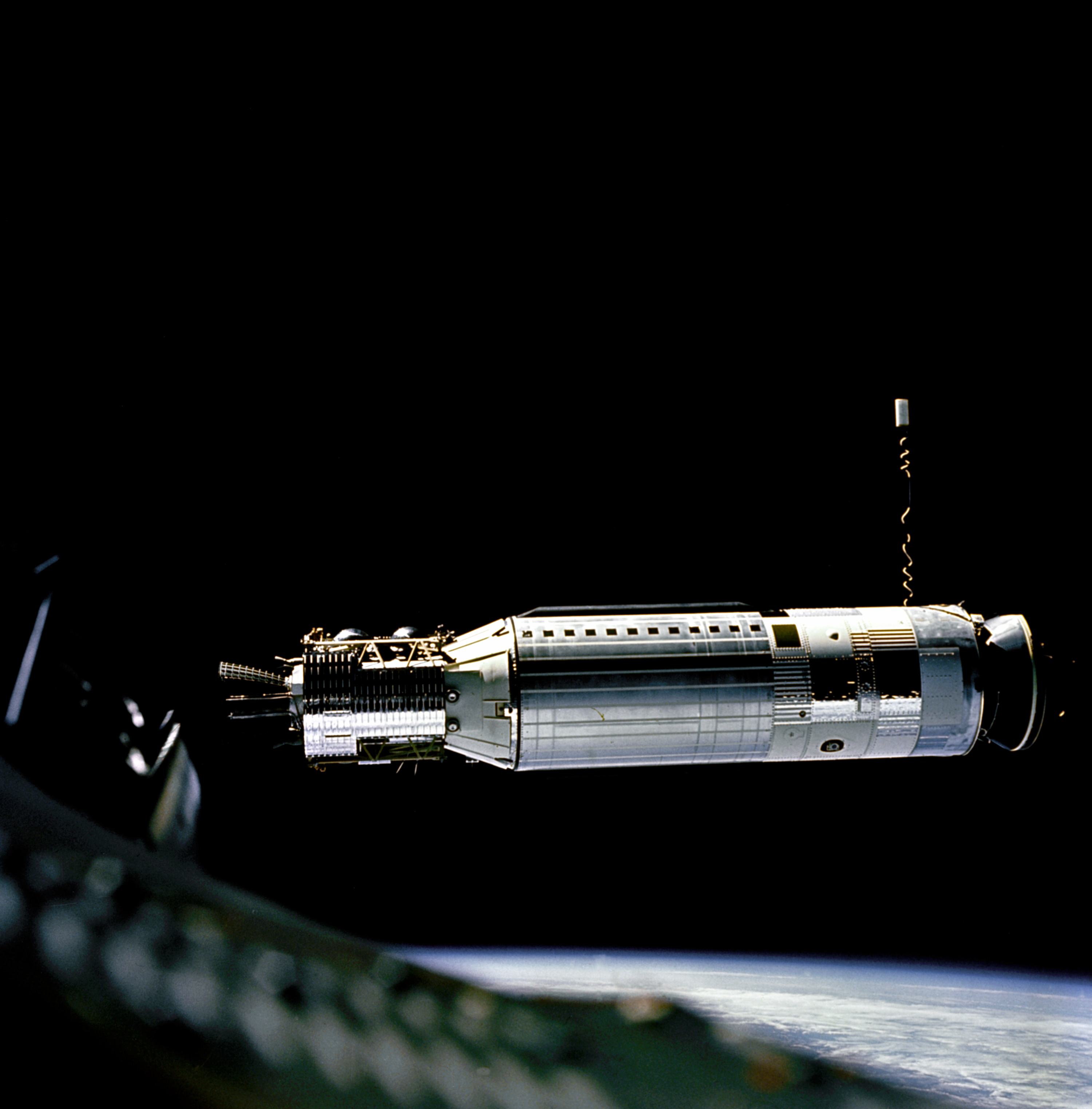
Agena D als GATV-Zielsatellit Gemini 10

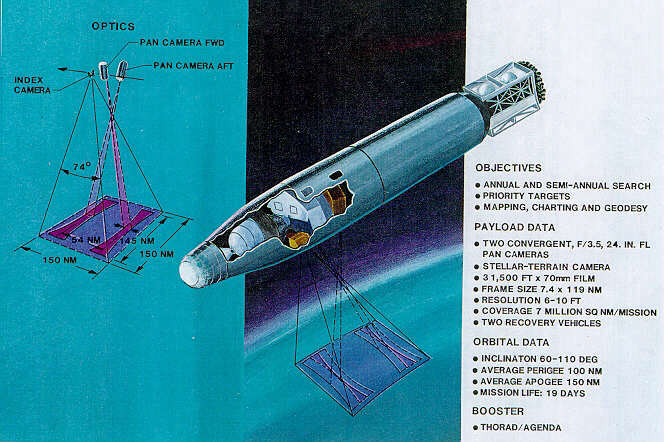
Agena D mit integriertem KH-4B-Spionagesatellit

Während die Agena A und B für jede Mission speziell angepasst wurden, wurde mit der Agena D auf der Basis der Agena B eine erste standardisierte Plattform für Nutzlasten sowohl für Thor-, Atlas- und auch Titan-Raketen geschaffen. Die Nutzlast fand Aufnahme im Nasenkonus, oder blieb, wie im Falle der Keyhole-Satelliten, fest mit der Agena verbunden. Außerdem konnten am Heck der Stufe kleine Sekundärnutzlasten befestigt werden. Zu den Nutzlasten gehörten u. a. die Mariner-Planetensonden, aber auch die Gemini Agena Target Vehicles, Zielsatelliten für Koppelungsexperimente im Rahmen des Gemini-Programms. Die Mehrzahl der Nutzlasten war jedoch militärisch. Mit den Thor-Varianten wurden die Satelliten der optischen CORONA-Aufklärungssatelliten (KH-4/4A/4B), ARGON (KH-5) und LANYARD (KH-6) gestartet. Die Atlas (LV-3A/SLV-3) startete die optischen GAMBIT (KH-7), die Atlas SLV-3A die CANYON/RHYOLITE/AQUACADE-Satelliten zur elektronischen Aufklärung (ELINT/SIGINT) in geostationäre Umlaufbahnen. Mit den Titan 3B/23B/24B wurde das optische Aufklärungsprogramm GAMBIT (KH-8) fortgesetzt. Die größeren Titan 33B/34B wurden wieder für die SIGINT-JUMPSEAT-Satelliten benutzt.

## Technische Daten

### Oberstufen
| Typ               | Agena A                                         | Agena B                                  | Agena D                                  |
| ----------------- | ----------------------------------------------- | ---------------------------------------- | ---------------------------------------- |
| Länge             | 5,94 m                                          | 7,56 m                                   | 7,09 m                                   |
| Durchmesser       | 1,52 m                                          | 1,52 m                                   | 1,52 m                                   |
| Masse             | 3850 kg                                         | 7167 kg                                  | 6821 kg                                  |
| Leermasse         | 885 kg                                          | 867 kg                                   | 673 kg                                   |
| Treibstoffgewicht | 2945 kg                                         | 6115 kg                                  | 6115 kg                                  |
| Antrieb           | Bell 8001/8048 (XLR81-BA-3/5) 68,9 kN für 120 s | Bell 8081 (XLR81-BA-7) 71,1 kN für 240 s | Bell 8096 (XLR81-BA-9) 71,1 kN für 240 s |

### Triebwerke
| Triebwerk             | Bell 8048 (Agena A) | Bell 8081 (Agena B) | Bell 8096 (Agena D) | Bell 8247 (GATV) |
| --------------------- | ------------------- | ------------------- | ------------------- | ---------------- |
| Schub                 | 68,9 kN             | 71,2 kN             | 71,2 kN             | 71,2 kN          |
| Gewicht               | 127 kg              | 130 kg              | 140 kg              | 132 kg           |
| Länge                 | 2,16 m              |                     | 2,11 m              |                  |
| Max. Durchmesser      | 1,52 m              | 1,52 m              | 1,52 m              | 1,52 m           |
| Spez. Impuls (Vakuum) | 2707 m/s            | 2834 m/s            | 2874 m/s            | 2855 m/s         |
| Brennkammerdruck      | 10 bar              | 17,5 bar            | 35 bar              | 34 bar           |
| Expansionsverhältnis  | 10:1                | 45:1                | 45:1                | 45:1             |
| Brenndauer            | 120 s               | 240 s               | 240 s               | 240 s            |
| Wiederzündungen       |                     |                     | 2, später 3         | >15              |
| Zündung               |                     |                     | pyrotechnisch       | Starttanks       |

## Startliste der Agena-Stufe
| Raketentyp                                         | Zahl der Starts | Erststart  | Letzter Einsatz |
| -------------------------------------------------- | --------------- | ---------- | --------------- |
| Thor(SLV-2)+Agena A                                | 16              | 21.01.1959 | 13.09.1960      |
| Atlas(LV-3A)+Agena A                               | 4               | 26.02.1960 | 31.01.1961      |
| Gesamt Agena A                                     | 20              |            |                 |
| Thor(SLV-2)+Agena B                                | 44              | 26.10.1960 | 28.08.1964      |
| Thrust-Augmented Thor (SLV-2A/C)+Agena B           | 3               | 29.06.1963 | 15.05.1966      |
| Atlas(LV-3A)+Agena B                               | 28              | 12.07.1961 | 21.03.1965      |
| Atlas(SLV-3)+Agena B                               | 1               | 09.06.1966 | 09.06.1966      |
| Gesamt Agena B                                     | 76              |            |                 |
| Thor(SLV-2)+Agena D                                | 22              | 28.06.1962 | 31.05.1967      |
| Thrust-Augmented Thor (SLV-2A/C)+Agena D           | 60              | 28.02.1963 | 17.01.1968      |
| Long-Tank Thrust-Augmented Thor (SLV-2G/H)+Agena D | 22              | 09.08.1966 | 16.07.1971      |
| Thorad (SLV-2G/H)+Agena D                          | 21              | 18.05.1968 | 25.05.1972      |
| Atlas (LV-3A)+Agena D                              | 15              | 12.07.1963 | 20.07.1965      |
| Atlas (SLV-3)+Agena D                              | 48              | 14.08.1964 | 05.11.1967      |
| Atlas (SLV-3A)+Agena D                             | 12              | 04.03.1968 | 07.04.1978      |
| Atlas F+Agena D                                    | 1               | 27.07.1978 | 27.07.1978      |
| Titan IIIB (SLV-5B)                                | 29              | 29.07.1966 | 23.10.1970      |
| Titan 23B                                          | 2               | 21.01.1971 | 22.04.1971      |
| Titan 33B                                          | 3               | 21.03.1971 | 21.08.1973      |
| Titan 24B                                          | 23              | 12.08.1971 | 21.08.1973      |
| Titan 34B                                          | 11              | 10.03.1975 | 12.02.1987      |
| Gesamt Agena D                                     | 269             |            |                 |